# Serge de Poligny
René Serge Quirot de Poligny dit Serge de Poligny, né le 14 avril 1903 dans le 16e arrondissement de Paris et mort le 23 mars 1983  à Saint-Cloud, est un réalisateur et scénariste français.

## Biographie
Serge de Poligny est le fils de Just Gustave Quirot de Poligny (1867-1938), plus connu sous le nom de comte Just de Poligny , et de Marie Angéline Odette Riout de Lodière, plus connue sous le nom d'Odette de Lodière, fille de monsieur et de madame de Lodière, née
de Toulza.
Il est issu de la famille Quirot de Poligny qui a été admise à l'Association d'entraide de la noblesse française en 1992.
Serge de Poligny fait ses études à l'École des beaux-arts de Paris avant de travailler comme décorateur, puis réalisateur pour les studios français de la Paramount. En 1932, Poligny est à Berlin, où il réalise pour la UFA les versions françaises de films allemands : Vous serez ma femme, Coups de feu à l'aube, Rivaux de la piste, L'Étoile de Valencia, L'Or.
C'est à partir de Claudine à l'école en 1937, que Serge de Poligny commence à créer véritablement ses propres films. Il réalise ses meilleurs films pendant la guerre : Le Baron fantôme (1943), dialogues de Jean Cocteau, et La Fiancée des ténèbres (1945).

## Filmographie
- 1931 : Ménages ultra-modernes (court-métrage)
- 1932 : Une brune piquante
- 1932 : Les As du turf
- 1932 : Vous serez ma femme
- 1932 : Coup de feu à l'aube
- 1933 : Rivaux de la piste
- 1933 : L'Étoile de Valencia
- 1934 : Un de la montagne
- 1934 : L'Or coréalisé avec Karl Hartl
- 1935 : Retour au paradis
- 1935 : Jonny, haute-couture
- 1936 : La Chanson du souvenir
- 1937 : Claudine à l'école
- 1939 : Le Veau gras
- 1943 : Le Baron fantôme
- 1945 : La Fiancée des ténèbres
- 1947 : Torrents
- 1950 : La Soif des hommes
- 1952 : Cent ans de gloire (court-métrage)
- 1952 : Alger - Le Cap (documentaire)
- 1955 : Les Armes de la paix (court-métrage documentaire)